# مشتر لامركزي

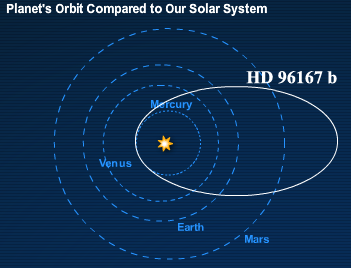
كوكب "HD 96167 b" الذي ينتمي إلى نوع المشتري اللامركزي ويملك مدارا شبيها بمدارات المذنبات، وبالرغم من أن الكوكب يدور حول نجم بعيد عنا إلى أنه تظهر مدارات الكواكب الأربعة الأقرب إلى شمسنا في الصورة.

المشتري اللامركزي أو المشتري لامركزي المدار (بالإنكليزية: Eccentric Jupiter) هو مصطلح يطلق على العمالقة الغازية التي تملك اختلاف مركز مدارها عاليًا، حيث أن مداراتها تكون أكثر شبها بمدارات المذنبات منها بمدارات الكواكب. من الممكن أن تحرم المشتريات اللامركزية الأنظمة الكوكبية التي تكون فيها من أن تملك كواكب شبيهة بالأرض وذلك لأن حجمها وانحراف مدارها العاليين من الممكن أن يتسببا بإزالة كل الكواكب التي تملك كتلة قريبة من كتلة الأرض من منطقة الحياة.
حتى اليوم اكتشفت مشتريات لامركزية في نصف الأنظمة الكوكبية المعروفة وهذا يجعل الكواكب من هذا النوع أكثر شيوعا من كواكب المشتري الحار. وقد تفاجئ الفلكيون بأن 15 كوكب من بين الكوكب الخارجية الـ200 التي كانت مكتشفة حتى عام 2006 هي كواكب تملك انحرافًا مداريًا عاليًا (e> 0.6).